# Мостовой, Николай Алексеевич
Николай Алексеевич Мостовой (20 декабря 1941, Дмухайловка, Днепропетровская область — 31 мая 2017, Кривой Рог, Днепропетровская область) — советский рабочий, аппаратчик Криворожского коксохимического завода имени Д. С. Коротченко Министерства чёрной металлургии УССР. Полный кавалер ордена Трудовой Славы (1986).

## Биография
Родился 20 декабря 1941 года в селе Дмухайловка Магдалиновского района Днепропетровской области Украинской ССР, СССР.
В 1959 году окончил среднюю школу и поступил в Днепропетровский химико-механический техникум, который окончил в 1962 году. В августе—декабре 1962 года — слесарь коксового цеха Криворожского металлургического завода имени В. И. Ленина. 
В 1962—1965 годах — служба в Советской армии. 
В ноябре—декабре 1965 года снова работает слесарем коксового цеха Криворожского металлургического завода, в 1965—1966 годах — мастер по ремонту оборудования того же цеха. С января 1970 года — аппаратчик очистки газа цеха сероочистки Криворожского коксохимического завода.
Член Центрального комитета Профсоюза работников металлургической промышленности.
Вышел на пенсию в апреле 1992 года. Жил в Кривом Роге. Скончался 31 мая 2017 года.

## Награды
- Орден Трудовой Славы 3-й степени (№ 154504) — Указом Президиума Верховного Совета СССР от 5 марта 1976 года;
- Орден Трудовой Славы 2-й степени (№ 15036) — Указом Президиума Верховного Совета СССР от 2 марта 1981 года;
- Орден Трудовой Славы 1-й степени (№ 237) — Указом Президиума Верховного Совета СССР от 29 апреля 1986 года;
- Юбилейная медаль «20 лет независимости Украины» (19 августа 2011)[1];
- Знак «За заслуги перед городом» (Кривой Рог) 2-й степени (22.05.2013)[2];
- медали.